# رفتار بی‌‌فایده و احمقانه
رفتار بی‌فایده و احمقانه (به انگلیسی: A Futile and Stupid Gesture) فیلمی محصول سال ۲۰۱۸ و به کارگردانی دیوید وین است. در این فیلم بازیگرانی همچون ویل فورته، دامنل گلیسون، مارتین مول، جوئل مک‌هیل، توماس لنون، مت والش، ریک گلاسمن، جان دالی، ست گرین، امی رسوم، هری گرونر، ماکس گرینفیلد، کاملی گویتی، اد هلمز، جو لو ترولیو، مت لوکاس، دیوید وین، انت اوتول، فین ویتراک، مت لوکاس، ریک اورتون، مارک متکلف، دیوید کرامهولتز، کری کنی-سیلور، باب استیفنسن، آرمن وایتزمن، برایان هاسکی، ریچ سومر، کارلا گالو و کریس رد ایفای نقش کرده‌اند.

## داستان
خط زمانی فیلم از سال ۱۹۶۴ تا ۱۹۸۰ را در بر می‌گیرد و با جشن گرفتن داگلاس کنی و همکلاسی‌اش هنری بیرد برای انتشار کتابشان، Bored of the Rings، همراه با اعضای نشریهٔ هاروارد لمپون آغاز می‌شود.
پس از فارغ‌التحصیلی از هاروارد، کنی بیرد را متقاعد می‌کند که به‌جای رفتن به دانشکده حقوق، یک مجلهٔ ماهانه منتشر کنند: نشنال لمپون. با اینکه کنی چهرهٔ خلاق اصلی مجله بود، اما این مجله بدون هدایت بیرد شکل نمی‌گرفت. کنی نویسندهٔ طنز اصلی می‌شود و بیرد مدیر اجرایی و تجاری؛ و در عین حال، بخش طراحی مجله نیز رونق می‌گیرد.
آن‌ها برای تأمین مالی، به متی سیمونز رجوع می‌کنند. تمام نویسندگان سخت تلاش می‌کنند تا مطالب بامزه بنویسند و ضرب‌الاجل‌ها را رعایت کنند. فضای کار حالتی مهمانی‌وار دارد و مصرف مواد مخدر غیرقانونی رایج است. مجله در آغاز چندان موفق نیست، تا اینکه تهدید به شکایت از سوی شرکت والت دیزنی، فولکس‌واگن، کلیسای عیسی مسیح قدیسان آخرالزمان و بسیاری دیگر از نهادهای بزرگ مطرح می‌شود. با هر شماره، دنیای کمدی دگرگون می‌شود و پذیرش عمومی طنز و هجو افزایش می‌یابد.
کنی بر اثر فرسودگی شغلی ناگهان و بدون توضیح، برای نه ماه ناپدید می‌شود و تنها یادداشتی یک‌خطی برای بیرد می‌گذارد. در این مدت، مجله تحت مدیریت بیرد همچنان موفق می‌ماند. پس از پنج سال، سیمونز با واگذاری مجله موافقت می‌کند و هر یک از آن‌ها ۳٫۵ میلیون دلار دریافت می‌کنند؛ درخواستی که از ابتدا شرط هر دوی آن‌ها بود. بیرد که دچار نارضایتی و فشار روانی شدید است، چک را می‌گیرد و بلافاصله از مجله جدا می‌شود.
نشنال لمپون به یک برنامهٔ رادیویی یک‌ساعته گسترش می‌یابد که کمدین‌های برجسته‌ای مانند چوی چیس، بیل موری و گیلدا رادنر را جذب می‌کند. اما لورین مایکلز همهٔ آن‌ها را برای برنامهٔ Saturday Night Live جذب می‌کند. شماره‌های ویژه‌ای از مجله منتشر می‌شود، از جمله یکی که سالنامه‌های دبیرستانی را به‌طنز می‌گیرد.
سپس کنی وارد دنیای سینما می‌شود و در سال ۱۹۷۸ فیلم‌نامهٔ خانهٔ حیوانات (Animal House) را می‌نویسد. با موفقیت این فیلم، کوکائین بر زندگی او چیره می‌شود. هم‌زمان با ادامهٔ اختلاف با مدیران استودیو، کنی فیلم‌نامهٔ کدی‌شک (Caddyshack) را می‌نویسد. اما چون از نتیجهٔ کارش رضایت ندارد، در یک نشست خبری با حالتی مست و نشئه خود را رسوا می‌کند.
کنی، بیرد و کریس هافمن مجلهٔ نشنال لمپون را به شرکت «ارتباطات قرن بیست و یکم» متعلق به سیمونز می‌فروشند. اعتیاد کنی به کوکائین شدت می‌گیرد. چوی چیس برای کمک به ترک اعتیاد، او را به هاوایی می‌برد، اما کنی دوباره دچار عود می‌شود.
در سال ۱۹۸۰، جسد کنی در سن ۳۳ سالگی در پای یک صخره در هاوایی پیدا می‌شود، در حالی که عینک و کفش‌هایش به‌طرزی منظم در لبهٔ بالا چیده شده بودند. او که در طول فیلم روایتگر زندگی خود بوده، از اینکه همه در مراسم تدفینش غمگین هستند ناراضی است. فیلم با صحنه‌ای به پایان می‌رسد که بیرد در مراسم ترحیم یک جنگ غذایی راه می‌اندازد، درست مانند کاری که سال‌ها پیش در هاروارد لمپون انجام داده بودند.